# پروانه‌ماهی زینتی
پروانه‌ماهی زینتی (نام علمی: Chaetodon ornatissimus) نام یک گونه از تیره پروانه‌ماهی است.